# Gérard Magnac
Pour les articles homonymes, voir Magnac.
Gérard Magnac, né le 14 octobre 1946 à Tulle et mort le 26 mai 1981 à Brive-la-Gaillarde, est un joueur français de rugby à XV évoluant au poste de troisième ligne centre.

## Biographie
Fils de Maurice Magnac, entraineur du SU Agen, il quitte très vite la Corrèze, et commence le rugby au club agenais.
Avec 1,93 m pour 96 kg, son poste de prédilection était troisième ligne centre poste qu'il occupe au CA Périgueux jusqu'en 1974[réf. nécessaire], année où il rejoint le CA Brive jusqu'en 1977[réf. nécessaire]. Il porte le maillot blanc et noir du CA Brive 218 fois jusqu'à la fin de sa carrière sportive avant de rejoindre l'US Bergerac.
Il meurt le 26 mai 1981 à Brive-la-Gaillarde d'un cancer laissant derrière lui ses deux filles.

## Carrière de joueur
- SU Agen
- CA Périgueux
- CA Brive
- US Bergerac

## Palmarès
- Vice-champion de France en 1975 avec le CA Brive